# Саит Балић
Саит Балић (Ниш, 3. јануар 1932 — Ниш, 20. јул 1998.) је био ромски активиста који је деловао у родном граду Нишу. По занимању је био машински инжењер.

## Биографија
Завршио је основну школу "Краљ Александар I" у Нишу а касније занатску школу где је добио звање бравар. У то време је изабран за члана Општинског комитета града Ниша где је окупљао ромску омладину како би се укључили у рад организације. Завршио је курс за фискултурне инструкторе.
У ЈНА је активније почео да се бави спортом те је био првак у атлетици на 5000м. По повратку из војске, бавио се фудбалом и играо је за клуб Динамо из Ниша. Завршио је Вишу машинску техничку школу те је добио звање машинског инжењера док је већ увелико радио у фабрици.
Балић почиње активније да се бави активизмом када комунистичка партија покушава да исели људе из ромског насеља који су ту живели више од 80 година. У том периоду је приступио културно-уметничком друштву "Иба Адемовић" са жељом да се што више Рома прикључи његовој мисији и борби за људска права.
Имао је подршку од стране ССРН-а када је у питању његов активистички рад. Године 1968. је добио позив од стране ССРН-а да буде члан Комитета за међуљудске односе те је три мандата био у том комитету. То је искористио за активизам те је говорио о еманципацији Рома и о положају Рома у друштву.
Балић је 1972. године друштво "Иба Адемовић" реогранизовао и основао друштво "Ром" — које се бавило питањима науке, просвете и културе. Друштво је у свом раду формирало литерарну, драмску, хорску, тамбурашку секцију, секцију за образовање, секцију за стамбена и комунална питања, за социјалну политику, свој актив Савеза комуниста, актив Савеза социјалистичке омладине Југославије.
Био је један од оснивача Смотре културних достигнућа  Рома Србије, манифестације која је осмишљена као најделотворнији образац презентовања ромске друштвене и социјалне и политичке препознатљивости. Он је непосредно учествовао у формирању Друштва Ром у Пироту, Сурдулици, Врањској Бањи, Бујановцу, Бору, Краљеву, Прокупљу, Алексинцу. Био је један од иницијатора и први председник Савеза друштава Ром СР Србије, основаног 1979. године, који је под његовим руководством организовао бројне међурепубличке културне манифестације.
Предводио је  југословенску делегацију Рома на Другом светском конгресу Светске организације Рома 1978. године у Женеви. Председавао је сва три дана  радом конгреса и том приликом је биран за члана президијума  Светске организације Рома, као и за председника Комисије  за ратну репарацију и члана Председништва Светског конгреса Рома.
На Другом међународном фестивалу културе Рома, Балић је у са премијерком Индиром Ганди разговарао о могућности да се положај и статус Рома у свету побољша.
Када је председавао Светском организацијом Рома, успео је да организује први међународни симпозијум „Језик и култура Рома” у јуну 1986. године у Сарајеву.
Залагао се за образовање Рома и учестовао у стварању предшколских група за ромску децу и вршио кампању за похађање вечерње школе при Радничком универзитету.
Седамдесетих година је утицао на политику додељивања солидарних станова ромској популацији и тиме допринео да породице имају решено стамбено питање. У периоду од пет година (од 1975. до 1980. године) на иницијативу Саита Балића и уз подршку Социјалистичког Савеза и  градске организације Савеза комуниста у Нишу, више од 300 нишких ромских породица је добило нове друштвене станове.
О његовом животу и раду је објављена књига  „Живот и дело Саита Балића: Прича о ромском покрету".

## Награде и признања
За свој дугогодишњи рад, Балић је добио многобројна признања: Орден рада са златним венцем, Вукову награду  за описмењавање „Златно слово”, Златну повељу Липовљанских сусрета, Октобарску награду града Ниша, Првомајску награду, повеље и почасне титуле  универзитета, градова, културних и просветних манифестација широм света.